# Karl-Buchrucker-Preis
Der Karl-Buchrucker-Preis wurde seit dem Jahr 2001 bis 2021 jährlich von der Inneren Mission München vergeben für Veröffentlichungen, die sich in besonderer Weise mit sozialen und diakonischen Themen befassen.
Ziel des Karl-Buchrucker-Preises ist es, den Stellenwert sozialer und diakonischer Arbeit in der Öffentlichkeit zu fördern. Daher zeichnet die Innere Mission mit diesem Preis Veröffentlichungen aus, die sich mit sozialen und diakonischen Themen beschäftigen bzw. zu deren Diskussion anregen und einen Münchenbezug haben. Der Preis ist jährlich mit insgesamt 11.000 Euro dotiert.
Die Jury besteht aus namhaften Experten aus den Bereichen Publizistik, Kunst, Kirche und Medien. Die Preisverleihung findet jeweils im März eines Jahres statt, um an die Gründung der Inneren Mission München am 23. März 1884 zu erinnern. 

## Namensgeber
Der Preis ist nach dem lutherischen Theologen Karl Buchrucker benannt, der 1884 in München die Innere Mission gründete. 

## Preisträger
2001
- Hauptpreis: Max Kronawitter für den Spielfilm 1000 Jahre möchte ich alt werden! (Bayerisches Fernsehen)
- weitere Preise: Dorlies Landwehr für die Hörfunkreportage Beistand im Knast – Seelsorge im Frauenstrafvollzug (Bayerischer Rundfunk, B2) und Cécile Prinzbach für Vaterbilder – Papa kann das auch! (BISS)

2002
- Hauptpreis: Gunther Franke für den Spielfilm Ich verstehe, was du fühlst. – Über den Umgang mit alten verwirrten Menschen (Bayerisches Fernsehen)
- weitere Preise: Nele Ströbel für die Installation Sonnenhof[2] in der Kindertagesstätte Neuhausen und Santiago Sierra für die Video-Installation Performances.

2003
- Hauptpreis: Rita Homfeldt für Phönix aus der Asche – Autisten spielen Theater (Bayerischer Rundfunk, B2)
- weitere Preise: Gabriela Sperl / Christian Wagner für den Spielfilm ghettokids (Bayerisches Fernsehen) und Christiane Tramitz für die Reportage Zerrupfte Paradiesvögel

2004
- Hauptpreis: Redaktion Das Notizbuch des Bayerischen Rundfunks für Menschen mit Behinderungen (Bayerischer Rundfunk, B2)
- weitere Preise: Claudia Fromme für das Porträt Die Berührbare (Süddeutsche Zeitung) und Alexia Späth für Ohne Pass und Papiere: Illegal in Deutschland (Bayerisches Fernsehen).

2005
- Hauptpreis: Bernd Kastner für Sozialreportagen im Lokalteil (Süddeutsche Zeitung)
- weitere Preise: Uta Claus für den Film Mein Schatz bleibt bei mir (ZDF, 37 Grad) und Gerhard Born für die Evangelische Morgenfeier Sparen muss sein – aber nicht an der Liebe (Bayerischer Rundfunk).

2006
- Hauptpreis: Ariela Bogenberger für Marias letzte Reise (Bayerisches Fernsehen)
- weitere Preise: Tanja Rest für die Reportage Aufsatz ist nicht unsere Stärke (Süddeutsche Zeitung) und Erol Gurian für den Foto-Essay Die Witwen von Srebrenica (Zenith).

2007
- Hauptpreis: Elisabeth Dostert für Der Durchboxer (Süddeutsche Zeitung)
- weitere Preise: Beate Schäfer für die Reportage Unser Leben mit Markus – eine außergewöhnliche Pflegefamilie (Bayerischer Rundfunk) und Ralph Gladitz für den Film Wenn Elefant und Löwe den Bolero tanzen (Bayerisches Fernsehen).

2008
- Hauptpreis: Caroline Wörmann für die Serie Leben im Alter (Münchner Merkur) und Armin Geier für die Serie Zukunft Alter (tz)
- weitere Preise: Max Kronawitter für die Reportage Sterbezeit ist Lebenszeit (Bayerisches Fernsehen/ARD) und Farida Heuck für ihre Multimedia-Installation Zertifikat Deutsch (Galerie der Künstler)

2009
- Hauptpreis: Uli Kick für den Film Klassenkampf (Bayerisches Fernsehen)
- weitere Preise: Cathrin Kahlweit für die Reportage Gefangen im Unaussprechlichen (Süddeutsche Zeitung), Doris Schleich für das Feature Billige Betreuungskräfte? Aus dem Alltag einer Pflegemutter (Bayern 2 Radio, Notizbuch)

2010
- Hauptpreis: Marco Maurer und Daniel Etter für den Artikel Sie weinte und tanzte weiter (Süddeutsche Zeitung)
- weitere Preise: Michaela Handrek-Rehle für die Fotoreportage der Ausstellung Einblicke – Augenblicke – Ausblicke, Bastian Obermayer für die Reportage Haus geträumt (Süddeutsche Zeitung Magazin)

2011
- Hauptpreis: Marc Haenecke, Susanne Petz und Harald Rumpf für den Fernsehfilm Zwischen Welten – Vom Aufwachen in einem anderen Leben (arte)
- weitere Preise: Birgit Lutz-Temsch für den Erfahrungsbericht Am schlimmsten ist die Liebe (Süddeutsche Zeitung), Andreas Labes für das Fotobuch 100 Jahre Leben (Deutsche Verlagsanstalt München)

2012
- Hauptpreis: Susanne Kellermann, Josephine Ehlert und Wolfgang Cerny für den Kurzfilm Die Zeit dazwischen
- weitere Preise: Mina Esfandiari für das Fotobuch miyaneh – dazwischen, Claus Hecking für die Reportage Die Knastdozenten (Financial Times Deutschland)

2013
- Hauptpreis: Karin Steinberger für die Reportage "Euer Elend kotzt mich an" (Süddeutsche Zeitung)
- weitere Preise: Elisabeth Mayer für den Film "Der hinkende Engel" (Bayerischer Rundfunk) und Lea Hampel für die Reportage "Herbergssuche" (Chrismon)

2014
- Hauptpreis: Sophie Rohrmeier für die Reportage „Vergittert“ (Süddeutsche Zeitung) und Hans Holzhaider für die Reportage "Die beste Zeit des Lebens" (Süddeutsche Zeitung)
- weitere Preise: Marlene Halser für die Reportage „Das erste Hemd“ (chrismon PLUS) und Eva Leitolf für die Fotoserie "Clearing" (ZEIT Magazin)

2015
- Hauptpreis: Juliane Schiemenz für die Reportage „Alzheimer on the Road“
- weitere Preise: Johannes von Creytz für das Radio-Feature „Kein Recht auf Ehe“ (BR-Notizbuch), Christine Ulrich für ihre Reportage „Ein ganzer Kontinent kommt“ (Münchner Merkur) und Bernd Kastner für seine kontinuierliche und kritische Berichterstattung über die Flüchtlings-Thematik, zum Beispiel „Wir hübschen das Ganze für die Seele auf“ und „Wie Gerüchte Angst machen“ (Süddeutsche Zeitung).

2016
- Hauptpreis: Ann-Kathrin Eckardt für ihr Essay "Gute Menschen" (Süddeutsche Zeitung) und Beate Greindl für ihre Fernsehreportage "Der Kommissar und seine Söhne" (BR-Lebenslinien)
- weitere Preise: Wolfgang Kerler für seine Radio-Reportage „Milliongeschäft Asyl – Wer an den Flüchtlingen verdient“ (BR-B5aktuell) und Maria Gerhard für ihre Reportage „Familienglück auf Umwegen“ (Münchner Merkur)

2017
- Hauptpreis: Esther Bernstorff für ihr Drehbuch zum Spielfilm „Ein Teil von uns“ (ARD/BR)
- weitere Preise: Annabel Wahba für ihre Reportage „Unter einem Dach“ (ZEITmagazin) und Abdul Basir Abid, Rania Mleihi, Ameen Nasir, Lamin Mane und Sulayman Jode für die Sendereihe „Messages of Refugees“ (Bayern2)

2018
- Hauptpreis: Christina Berndt für ihr Porträt „Paul sieht Rot“ (SZ) und Till Cöster für seinen Dokumentarfilm „Super Friede Liebe Love“ (ZDF)
- weitere Preise: Katharina Hübel für ihre Reportage „Eltern ohne Rechte – das extreme Leben als Pflegefamilie“ (Bayern 2) und Pia Ratzesberger für ihren Text „Lieber Gott, gib uns Platz“ (SZ)

2019
- Hauptpreis: Christiane Hawranek und Nadine Ahr für ihren Radio-Beitrag und Print-Artikel „Die gefallenen Mädchen“ (BR/Zeit-Magazin) und Philipp Mausshardt für seinen Artikel „Auf eigene Faust“ (SZ-Magazin)
- weitere Preise: Isabelle Hartmann für ihre Radio-Reportage „25 Jahre Lichtblick Hasenbergl“ (Bayern2) und Theresa Hein für ihren Artikel „Was nicht passieren darf“ (SZ-Magazin)